# Campionati francesi di ciclismo su strada
I campionati francesi di ciclismo su strada sono la manifestazione annuale di ciclismo su strada che assegna il titolo di Campione di Francia. I vincitori hanno il diritto di indossare per un anno la maglia di campione francese, come accade per il campione mondiale.
Nel 1995 è stata istituita anche una prova a cronometro oltre alla tradizionale prova in linea.

## Campioni in carica
| Uomini Elite | Uomini Elite    |
| ------------ | --------------- |
| In linea     | Dorian Godon    |
| Cronometro   | Bruno Armirail  |
| Donne Elite  |                 |
| In linea     | Marie Le Net    |
| Cronometro   | Cédrine Kerbaol |

## Albo d'oro

### Titoli maschili
Aggiornato all'edizione 2025.
| Anno       | Vincitore                 | Secondo              | Terzo                   |
| ---------- | ------------------------- | -------------------- | ----------------------- |
| 1907       | Gustave Garrigou          | Henri Lignon         | Louis Trousselier       |
| 1908       | Gustave Garrigou          | Louis Trousselier    | Maurice Brocco          |
| 1909       | Jean Alavoine             | Henri Lignon         | Edouard Léonard         |
| 1910       | Émile Georget             | Maurice Brocco       | Lucien Petit-Breton     |
| 1911       | Octave Lapize             | Gustave Garrigou     | Jean Alavoine           |
| 1912       | Octave Lapize             | Louis Engel          | Charles Charron         |
| 1913       | Octave Lapize             | Maurice Brocco       | Charles Crupelandt      |
| 1914       | Charles Crupelandt        | Émile Engel          | Maurice Brocco          |
| 1915-1918  | non disputato             | non disputato        | non disputato           |
| 1919       | Henri Pélissier           | Honoré Barthélémy    | Maurice Brocco          |
| 1920       | Jean Alavoine             | Henri Pélissier      | Maurice Brocco          |
| 1921       | Francis Pélissier         | Henri Pélissier      | Romain Bellenger        |
| 1922       | Jean Brunier              | Marcel Godard        | Jean Alavoine           |
| 1923       | Francis Pélissier         | Romain Bellenger     | Henri Pélissier         |
| 1924       | Francis Pélissier         | Henri Pélissier      | Georges Cuvelier        |
| 1925       | Achille Souchard          | Francis Pélissier    | Romain Bellenger        |
| 1926       | Achille Souchard          | Francis Pélissier    | Ferdinand Le Drogo      |
| 1927       | Ferdinand Le Drogo        | Charles Pélissier    | Maurice Bonney          |
| 1928       | Ferdinand Le Drogo        | André Leducq         | André Raynaud           |
| 1929       | Marcel Bidot              | Jean Bidot           | André Leducq            |
| 1930       | Roger Bisseron            | Charles Pélissier    | Ferdinand Le Drogo      |
| 1931       | Armand Blanchonnet        | Francis Pélissier    | André Leducq            |
| 1932       | André Godinat             | Antonin Magne        | Benoît Fauré            |
| 1933       | Roger Lapébie             | Antonin Magne        | Georges Speicher        |
| 1934       | Raymond Louviot           | Antonin Magne        | André Godinat           |
| 1935       | Georges Speicher          | René Le Grevès       | Jules Merviel           |
| 1936       | René Le Grevès            | Antonin Magne        | Louis Thiétard          |
| 1937       | Georges Speicher          | René Le Grevès       | Joseph Soffietti        |
| 1938       | Paul Maye                 | Sylvain Marcaillou   | Marcel Laurent          |
| 1939       | Georges Speicher          | Louis Thiétard       | Fabien Galateau         |
| 1940       | non disputato             | non disputato        | non disputato           |
| 1941 (ZO)  | Albert Goutal             | Gérard Virol         | Lucien Lauk             |
| 1941 (ZNO) | René Vietto               | Dante Gianello       | Victor Pernac           |
| 1942       | Émile Idée                | Raymond Louviot      | Lucien Le Guével        |
| 1943       | Paul Maye                 | Benoît Fauré         | Lucien Lauk             |
| 1944       | Urbain Caffi              | Lucien Teisseire     | Émile Idée              |
| 1945       | Eloi Tassin               | Paul Maye            | Joseph Goutorbe         |
| 1946       | Louis Caput               | Joseph Soffietti     | Kléber Piot             |
| 1947       | Émile Idée                | Jean de Gribaldy     | Lucien Lauk             |
| 1948       | César Marcelak            | Raymond Louviot      | Paul Giguet             |
| 1949       | Jean Rey                  | Camille Danguillaume | Attilio Redolfi         |
| 1950       | Louison Bobet             | Antonin Rolland      | Émile Idée              |
| 1951       | Louison Bobet             | Pierre Barbotin      | Roger Buchonnet         |
| 1952       | Adolphe Deledda           | Jean Baldassari      | Bernard Gauthier        |
| 1953       | Raphaël Géminiani         | Antonin Rolland      | Louison Bobet           |
| 1954       | Jacques Dupont            | Robert Varnajo       | Pierre Molinéris        |
| 1955       | André Darrigade           | Louison Bobet        | Louis Caput             |
| 1956       | Bernard Gauthier          | René Privat          | Louison Bobet           |
| 1957       | Valentin Huot             | Marcel Rohrbach      | Jean Forestier          |
| 1958       | Valentin Huot             | Raphaël Géminiani    | François Mahé           |
| 1959       | Henry Anglade             | Jean Forestier       | René Privat             |
| 1960       | Jean Stablinski           | Louis Rostollan      | André Darrigade         |
| 1961       | Raymond Poulidor          | Jean Stablinski      | Guy Ignolin             |
| 1962       | Jean Stablinski           | Marcel Rohrbach      | Anatole Novak           |
| 1963       | Jean Stablinski           | Guy Ignolin          | Jacques Anquetil        |
| 1964       | Jean Stablinski           | Georges Groussard    | André Foucher           |
| 1965       | Henry Anglade             | Raymond Poulidor     | Jacques Anquetil        |
| 1966       | Jean-Claude Theilliere    | Jean Stablinski      | André Foucher           |
| 1967       | Désiré Letort             | Lucien Aimar         | Raymond Riotte          |
| 1968       | Lucien Aimar              | Roger Pingeon        | Michel Perin            |
| 1969       | Raymond Delisle           | Maurice Izier        | Bernard Guyot           |
| 1970       | Paul Gutty                | Cyrille Guimard      | Christian Raymond       |
| 1971       | Yves Hézard               | Jean Dumont          | Cyrille Guimard         |
| 1972       | Roland Berland            | Bernard Guyot        | Michel Perin            |
| 1973       | Bernard Thévenet          | Régis Ovion          | Claude Tollet           |
| 1974       | Georges Talbourdet        | Alain Santy          | Bernard Bourreau        |
| 1975       | Régis Ovion               | Alain Santy          | Gérard Moneyron         |
| 1976       | Guy Sibille               | Alain Meslet         | Jean-Pierre Genet       |
| 1977       | Marcel Tinazzi            | René Bittinger       | André Chalmel           |
| 1978       | Bernard Hinault           | Jean-René Bernaudeau | Gilbert Chaumaz         |
| 1979       | Roland Berland            | Bernard Hinault      | Mariano Martínez        |
| 1980       | Pierre-Raymond Villemiane | Bernard Hinault      | Raymond Martin          |
| 1981       | Serge Beucherie           | Bernard Vallet       | Hubert Linard           |
| 1982       | Régis Clère               | Bernard Vallet       | Jacques Michaud         |
| 1983       | Marc Gomez                | Jacques Michaud      | Jean-René Bernaudeau    |
| 1984       | Laurent Fignon            | Eric Dall'Armellina  | Pascal Jules            |
| 1985       | Jean-Claude Leclercq      | Charly Bérard        | Martial Gayant          |
| 1986       | Yvon Madiot               | Jean-Claude Leclercq | Jean-Claude Bagot       |
| 1987       | Marc Madiot               | Luc Leblanc          | Martial Gayant          |
| 1988       | Éric Caritoux             | Marc Madiot          | Gilbert Duclos-Lassalle |
| 1989       | Éric Caritoux             | Laurent Bezault      | Martial Gayant          |
| 1990       | Philippe Louviot          | Pascal Dubois        | Christophe Manin        |
| 1991       | Armand de Las Cuevas      | Thierry Claveyrolat  | Gérard Rué              |
| 1992       | Luc Leblanc               | Thierry Marie        | Jean-Claude Colotti     |
| 1993       | Jacky Durand              | Laurent Brochard     | Francisque Teyssier     |
| 1994       | Jacky Durand              | Frédéric Moncassin   | Christophe Capelle      |
| 1995       | Eddy Seigneur             | Jean-Claude Colotti  | Laurent Madouas         |
| 1996       | Stéphane Heulot           | Laurent Roux         | Frédéric Guesdon        |
| 1997       | Stéphane Barthe           | Damien Nazon         | Franck Morelle          |
| 1998       | Laurent Jalabert          | Luc Leblanc          | Richard Virenque        |
| 1999       | François Simon            | Pascal Hervé         | Cédric Vasseur          |
| 2000       | Christophe Capelle        | Jacky Durand         | Anthony Morin           |
| 2001       | Didier Rous               | Walter Bénéteau      | Arnaud Prétot           |
| 2002       | Nicolas Vogondy           | Nicolas Jalabert     | Patrice Halgand         |
| 2003       | Didier Rous               | Richard Virenque     | Patrice Halgand         |
| 2004       | Thomas Voeckler           | Cyril Dessel         | Benoît Salmon           |
| 2005       | Pierrick Fédrigo          | Laurent Brochard     | Nicolas Jalabert        |
| 2006       | Florent Brard             | Thomas Voeckler      | Didier Rous             |
| 2007       | Christophe Moreau         | Pierrick Fédrigo     | Patrice Halgand         |
| 2008       | Nicolas Vogondy           | Arnaud Coyot         | Julien Loubet           |
| 2009       | Dimitri Champion          | Anthony Geslin       | Anthony Roux            |
| 2010       | Thomas Voeckler           | Christophe Le Mével  | Mickaël Delage          |
| 2011       | Sylvain Chavanel          | Anthony Roux         | Thomas Voeckler         |
| 2012       | Nacer Bouhanni            | Arnaud Démare        | Adrien Petit            |
| 2013       | Arthur Vichot             | Sylvain Chavanel     | Tony Gallopin           |
| 2014       | Arnaud Démare             | Nacer Bouhanni       | Kévin Réza              |
| 2015       | Steven Tronet             | Tony Gallopin        | Sylvain Chavanel        |
| 2016       | Arthur Vichot             | Tony Gallopin        | Alexis Vuillermoz       |
| 2017       | Arnaud Démare             | Nacer Bouhanni       | Jérémy Leveau           |
| 2018       | Anthony Roux              | Anthony Turgis       | Julian Alaphilippe      |
| 2019       | Warren Barguil            | Julien Simon         | Damien Touzé            |
| 2020       | Arnaud Démare             | Bryan Coquard        | Julian Alaphilippe      |
| 2021       | Rémi Cavagna              | Rudy Molard          | Damien Touzé            |
| 2022       | Florian Sénéchal          | Anthony Turgis       | Axel Zingle             |
| 2023       | Valentin Madouas          | Rudy Molard          | Julien Bernard          |
| 2024       | Paul Lapeira              | Julien Bernard       | Thomas Gachignard       |
| 2025       | Dorian Godon              | Romain Grégoire      | Kévin Vauquelin         |

| Anno | Vincitore              | Secondo             | Terzo              |
| ---- | ---------------------- | ------------------- | ------------------ |
| 1995 | Thierry Marie          | Pascal Lance        | Bruno Thibout      |
| 1996 | Eddy Seigneur          | Laurent Brochard    | Christophe Moreau  |
| 1997 | Francisque Teyssier    | Philippe Gaumont    | Christophe Moreau  |
| 1998 | Gilles Maignan         | Francisque Teyssier | Christophe Bassons |
| 1999 | Gilles Maignan         | Christophe Moreau   | Frédéric Finot     |
| 2000 | Francisque Teyssier    | Eddy Seigneur       | Christophe Moreau  |
| 2001 | Florent Brard          | Christophe Moreau   | Eddy Seigneur      |
| 2002 | Eddy Seigneur          | David Moncoutié     | Laurent Lefèvre    |
| 2003 | Eddy Seigneur          | Stéphane Barthe     | Nicolas Portal     |
| 2004 | Eddy Seigneur          | Christophe Moreau   | Frédéric Finot     |
| 2005 | Sylvain Chavanel       | Didier Rous         | Frédéric Finot     |
| 2006 | Sylvain Chavanel       | Didier Rous         | Christophe Kern    |
| 2007 | Benoît Vaugrenard      | Dimitri Champion    | Nicolas Vogondy    |
| 2008 | Sylvain Chavanel       | Christophe Kern     | Noan Lelarge       |
| 2009 | Jean-Christophe Péraud | Sylvain Chavanel    | David Le Lay       |
| 2010 | Nicolas Vogondy        | Sylvain Chavanel    | László Bodrogi     |
| 2011 | Christophe Kern        | Christophe Riblon   | Geoffroy Lequatre  |
| 2012 | Sylvain Chavanel       | Jérémy Roy          | Yoann Paillot      |
| 2013 | Sylvain Chavanel       | Jérémy Roy          | Johan Le Bon       |
| 2014 | Sylvain Chavanel       | Anthony Roux        | Maxime Bouet       |
| 2015 | Jérôme Coppel          | Stéphane Rossetto   | Sylvain Chavanel   |
| 2016 | Thibaut Pinot          | Anthony Roux        | Tony Gallopin      |
| 2017 | Pierre Latour          | Yoann Paillot       | Anthony Roux       |
| 2018 | Pierre Latour          | Tony Gallopin       | Benjamin Thomas    |
| 2019 | Benjamin Thomas        | Stéphane Rossetto   | Julien Antomarchi  |
| 2020 | Rémi Cavagna           | Benjamin Thomas     | Bruno Armirail     |
| 2021 | Benjamin Thomas        | Bruno Armirail      | Alexys Brunel      |
| 2022 | Bruno Armirail         | Rémi Cavagna        | Benjamin Thomas    |
| 2023 | Rémi Cavagna           | Bruno Armirail      | Pierre Latour      |
| 2024 | Bruno Armirail         | Kévin Vauquelin     | Thibault Guernalec |
| 2025 | Bruno Armirail         | Kévin Vauquelin     | Paul Seixas        |

### Titoli femminili
Aggiornato all'edizione 2025.
| Anno | Vincitrice               | Seconda                   | Terza                     |
| ---- | ------------------------ | ------------------------- | ------------------------- |
| 1975 | Geneviève Gambillon      | Josianne Bost             | Jeanine Martin-Leborgne   |
| 1976 | Geneviève Gambillon      | Nicole Verzier            | Élisabeth Camus           |
| 1977 | Geneviève Gambillon      | Josianne Bost             | Nicole Verzier            |
| 1978 | Chantal Fortier          | Colette Savary-Davaine    | Élisabeth Camus           |
| 1979 | Jeannie Longo            | Élisabeth Camus           | Nathalie Diart            |
| 1980 | Jeannie Longo            | Chantal Fortier           | Sylvie Brémond            |
| 1981 | Jeannie Longo            | Fabienne Amedro           | Valérie Simonnet          |
| 1982 | Jeannie Longo            | Fabienne Amedro           | Chantal Pouline           |
| 1983 | Jeannie Longo            | Corinne Crunelle          | Valérie Simonnet          |
| 1984 | Jeannie Longo            | Isabelle Nicoloso         | Nathalie Pelletier        |
| 1985 | Jeannie Longo            | Valérie Simonnet          | Dominique Damiani         |
| 1986 | Jeannie Longo            | Valérie Simonnet          | Isabelle Nicoloso-Verger  |
| 1987 | Jeannie Longo            | Valérie Simonnet          | Martine L'Haridon         |
| 1988 | Jeannie Longo            | Valérie Simonnet          | Dominique Damiani         |
| 1989 | Jeannie Longo            | Valérie Simonnet          | Sandrine Lestrade         |
| 1990 | Catherine Marsal         | Elisabeth Mahaut          | Barbara Aulnette          |
| 1991 | Marion Clignet           | Nathalie Cantet           | Sandrine Lestrade         |
| 1992 | Jeannie Longo            | Marion Clignet            | Laurence Leboucher        |
| 1993 | Marion Clignet           | Catherine Marsal          | Élisabeth Chevanne-Brunel |
| 1994 | Chantal Gorostegui       | Jocelyne Hugi-Messori     | Catherine Marsal          |
| 1995 | Jeannie Longo            | Catherine Marsal          | Élisabeth Chevanne-Brunel |
| 1996 | Catherine Marsal         | Jeannie Longo             | Jocelyne Hugi-Messori     |
| 1997 | Sylvie Riedle            | Emmanuelle Farcy          | Catherine Marsal          |
| 1998 | Jeannie Longo            | Séverine Desbouys         | Fany Lecourtois           |
| 1999 | Jeannie Longo            | Géraldine Loewenguth      | Séverine Desbouys         |
| 2000 | Jeannie Longo            | Catherine Marsal          | Magali Le Floc'h          |
| 2001 | Jeannie Longo            | Sonia Huguet              | Catherine Marsal          |
| 2002 | Magali Le Floc'h         | Edwige Pitel              | Béatrice Thomas           |
| 2003 | Sonia Huguet             | Maryline Salvetat         | Delphine Guille           |
| 2004 | Jeannie Longo            | Élisabeth Chevanne-Brunel | Sandrine Marcuz-Moreau    |
| 2005 | Magali Le Floc'h         | Sandrine Marcuz-Moreau    | Karine Gautard            |
| 2006 | Jeannie Longo            | Béatrice Thomas           | Élodie Touffet            |
| 2007 | Edwige Pitel             | Jeannie Longo             | Marina Jaunatre           |
| 2008 | Jeannie Longo            | Christel Ferrier-Bruneau  | Edwige Pitel              |
| 2009 | Christel Ferrier-Bruneau | Marina Jaunatre           | Jeannie Longo             |
| 2010 | Mélodie Lesueur          | Amélie Rivat              | Jeannie Longo             |
| 2011 | Christel Ferrier-Bruneau | Jeannie Longo             | Magdalena de Saint-Jean   |
| 2012 | Marion Rousse            | Julie Krasniak            | Fanny Riberot             |
| 2013 | Élise Delzenne           | Amelie Rivat              | Aude Biannic              |
| 2014 | Pauline Ferrand-Prévot   | Mélodie Lesueur           | Fanny Riberot             |
| 2015 | Pauline Ferrand-Prévot   | Audrey Cordon-Ragot       | Amélie Rivat              |
| 2016 | Edwige Pitel             | Marjolaine Bazin          | Audrey Cordon-Ragot       |
| 2017 | Charlotte Bravard        | Amélie Rivat              | Marjolaine Bazin          |
| 2018 | Aude Biannic             | Gladys Verhulst           | Annabelle Dreville        |
| 2019 | Jade Wiel                | Victorie Guilman          | Aude Biannic              |
| 2020 | Audrey Cordon-Ragot      | Gladys Verhulst           | Clara Copponi             |
| 2021 | Évita Muzic              | Audrey Cordon-Ragot       | Gladys Verhulst           |
| 2022 | Audrey Cordon-Ragot      | Gladys Verhulst           | Noémie Abgrall            |
| 2023 | Victoire Berteau         | Marie Le Net              | Jade Wiel                 |
| 2024 | Juliette Labous          | Gladys Verhulst           | Jade Wiel                 |
| 2025 | Marie Le Net             | Léa Curnier               | Julie Bego                |

| Anno | Vincitrice             | Seconda                  | Terza                    |
| ---- | ---------------------- | ------------------------ | ------------------------ |
| 1995 | Jeannie Longo          | Catherine Marsal         | Cécile Odin              |
| 1996 | Marion Clignet         | Fany Lecourtois          | Chrystèle Richard        |
| 1997 | Catherine Marsal       | Emmanuelle Farcy         | Laurence Leboucher       |
| 1998 | Albine Caillie         | Laurence Leboucher       | Pierrine Raimboeuf       |
| 1999 | Jeannie Longo          | Catherine Marsal         | Géraldine Loewenguth     |
| 2000 | Jeannie Longo          | Albine Caillie           | Marion Clignet           |
| 2001 | Jeannie Longo          | Albine Caillie           | Juliette Vendekerckhove  |
| 2002 | Jeannie Longo          | Laurence Leboucher       | Edwige Pitel             |
| 2003 | Jeannie Longo          | Edwige Pitel             | Sonia Huguet             |
| 2004 | Edwige Pitel           | Jeannie Longo            | Sonia Huguet             |
| 2005 | Edwige Pitel           | Jeannie Longo            | Marina Jaunatre          |
| 2006 | Jeannie Longo          | Edwige Pitel             | Maryline Salvetat        |
| 2007 | Maryline Salvetat      | Jeannie Longo            | Edwige Pitel             |
| 2008 | Jeannie Longo          | Maryline Salvetat        | Edwige Pitel             |
| 2009 | Jeannie Longo          | Edwige Pitel             | Marina Jaunatre          |
| 2010 | Jeannie Longo          | Edwige Pitel             | Christel Ferrier-Bruneau |
| 2011 | Jeannie Longo          | Christel Ferrier-Bruneau | Audrey Cordon-Ragot      |
| 2012 | Pauline Ferrand-Prévot | Audrey Cordon-Ragot      | Edwige Pitel             |
| 2013 | Pauline Ferrand-Prévot | Audrey Cordon-Ragot      | Melodie Lesueur          |
| 2014 | Pauline Ferrand-Prévot | Audrey Cordon-Ragot      | Aude Biannic             |
| 2015 | Audrey Cordon-Ragot    | Aude Biannic             | Pauline Ferrand-Prévot   |
| 2016 | Audrey Cordon-Ragot    | Edwige Pitel             | Élise Delzenne           |
| 2017 | Audrey Cordon-Ragot    | Séverine Eraud           | Aude Biannic             |
| 2018 | Audrey Cordon-Ragot    | Juliette Labous          | Séverine Eraud           |
| 2019 | Séverine Eraud         | Audrey Cordon-Ragot      | Coralie Demay            |
| 2020 | Juliette Labous        | Audrey Cordon-Ragot      | Aude Biannic             |
| 2021 | Audrey Cordon-Ragot    | Juliette Labous          | Cédrine Kerbaol          |
| 2022 | Audrey Cordon-Ragot    | Juliette Labous          | Cedrine Kerbaol          |
| 2023 | Cédrine Kerbaol        | Audrey Cordon-Ragot      | Coralie Demay            |
| 2024 | Audrey Cordon-Ragot    | Cédrine Kerbaol          | Marion Borras            |
| 2025 | Cédrine Kerbaol        | Juliette Labous          | Marion Borras            |